# Puente Vehicular Nichupté
El puente denominado Vehicular Nichupté se ubicará en Cancún, en el estado mexicano de Quintana Roo y unirá el Bulevar Kukulcán con la ciudad de Cancún.
El Proyecto consiste en la construcción de un puente vehicular, con una longitud total de 8.80 km a través del Sistema Lagunar Nichupté, su objetivo es proveer una nueva conexión vial a partir de la glorieta Monumento Antigua Torre de Control, denominado distribuidor vial Kabah donde convergen las Avenidas Bonampak, Kabah y Tulum la cual se conectara con la Av. Luis Donaldo Colosio; continuando a través del Sistema Lagunar Nichupté librando en su totalidad el área natural protegida de Manglares de Nichupté y conectar en el Km 13.0 de la Zona Hotelera a la altura del Plaza Kukulkán.

## Antecedentes
El proyecto se encuentra incluido desde el año 2006 en el Plan Estratégico de Desarrollo Sustentable Cancún 2030, en 2009 se reflejó en la Carta de Vialidades del Municipio de Benito Juárez y desde el 2014 se encuentra dentro de los proyectos estratégicos del Programa de Desarrollo Urbano del Centro de Población de Cancún 2018-2030.